# Abdullah Kızılırmak
Abdullah Kızılırmak (Pınarbaşı, Kayseri, 16 de febrer de 1925 - Izmir, 4 de desembre de 1983) va ser un professor universitari i astrònom turc. Va fundar el Departament d'Astronomia y de les Ciències de l'Espai i també del observatori de la Universitat Ege a Esmirna. Va publicar un "Diccionari de termes d'astronomia" (Gökbilim Terimleri Sözlüğü) en turc.